# ذي غزال (مذيخرة)

تعديل مصدري - تعديل

ذي غزال محلة تابعة لقرية حمر اسفل، التابعة لعزلة الجوالح بمديرية مذيخرة إحدى مديريات محافظة إب في الجمهورية اليمنية، بلغ تعداد سكانها 60 حسب تعداد اليمن لعام 2004.